# Kristianstad
Kristianstad – miasto w południowej Szwecji, zamieszkane przez około 35 tys. mieszkańców, ośrodek administracyjny gminy Kristianstad, liczącej ponad 76,5 tys. mieszkańców; do 1997 roku stolica regionu (län) Kristianstad, który po połączeniu z regionem Malmöhus utworzył region Skania. Jedno ze 134 miast posiadających historyczny status miasta w Szwecji.
Herbem miasta jest herb fundatora – króla Chrystiana IV Oldenburga, władcy duńskiego – co jest niezwykłe, bowiem rzadko kiedy herbem miasta jest herb obcego władcy. Miasto przez odwiedzających Duńczyków nazywane jest „Wioską Króla”, tak jak stolica Danii „Wioską Królowej”. Sami Szwedzi również określają miasto mianem „najbardziej duńskiego w Szwecji”. W jego centrum znajduje się też duński konsulat.

## Miasta partnerskie
- Koszalin, Polska

Ponadto Kristianstad utrzymuje kontakty partnerskie z miastem Greifswald w Niemczech.

## Geografia
Część miasta tworzy najniżej położony obszar w Szwecji – do 2,41 m poniżej poziomu morza. Aby uniknąć niebezpieczeństwa powodzi, zwłaszcza od strony rzeki Helgeån i jeziora Hammarsjön, zbudowano tamy, a teren osuszany jest przy pomocy pomp. Moczary otaczające miasto znane są jako „Vattenriket” – „Wodne Królestwo”.

## Historia
Miasto zostało ufundowane w 1614 r. przez króla Chrystiana IV Oldenburga, w celu umocnienia wschodniej połowy prowincji Skania (będącej wówczas częścią Danii) przed najazdami szwedzkimi. Przy jednym z takich najazdów w 1612 r. zniszczeniu uległo znajdujące się w pobliżu miasto Væ, które straciło później swój status, a ludność została przesiedlona do nowo powstałego, lepiej ufortyfikowanego Kristianstadu. W podobnym celu zostało przez króla Chrystiana założone także miasto Christianopel we wschodniej części prowincji Blekinge.

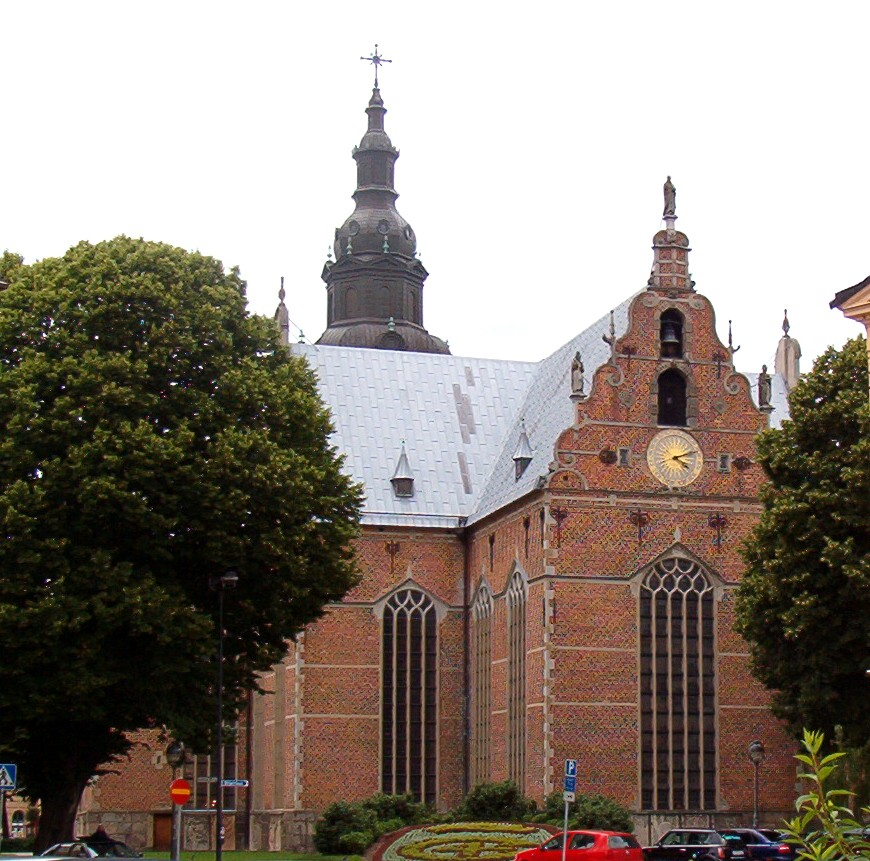
Heliga Trefaldighetskyrkan

 Projekt miasta przyniósł wielki prestiż jego założycielowi, a kościół miejski (duński: Trefoldighedskirken; szwedzki: Heliga Trefaldighetskyrkan) jest uważany za jedną z najpiękniejszych budowli przez niego wzniesionych, a nawet za najpiękniejszy renesansowy kościół w północnej Europie.
Herb miasta przedstawia dwa lwy trzymające nomogram powstały z litery C i cyfry 4. Po przejęciu miasta przez Szwedów i podpisaniu traktatu z Roskilde, w którym Dania zrzekła się wschodnich ziem tracąc jedną trzecią swojego terytorium, herb pozostał jedynie nieznacznie zmieniony. Wspomniane miasto Christianopel posiada bardzo podobny herb.

## Przemysł
W mieście Åhus znajdującym się na terenie gminy Kristianstad, znajduje się rozlewnia wódki Absolut, należąca do V&S Group. Przez długi czas miasto było główną siedzibą wojsk w Skanii, jednak po reformach i redukcji armii w 1990 r. wiele jednostek wojskowych zostało zamkniętych.

## Zabytki
Kościół św. Trójcy powstał w okresie 1617–1628, choć nie ukończono wówczas wieży (została ona dokończona w 1865 r.). Na temat nazwiska architekta świątyni toczą się dyskusje. Ceglany budynek ma 64,5 m długości i 44 m szerokości. W środku znajdują się wielkie organy z bardzo bogato rzeźbionym i dekorowanym prospektem organowym i balkonem. Prospekt pochodzi z 1630 r. i reprezentuje wczesny barok, same organy zaś z 1960 r. Bogato rzeźbione są także marmurowy ołtarz i ambona, ta ostatnia stworzona przez Steenwinkela. Z lat 20. XVII w. pochodzą rzeźbione fronty galerii dla wiernych. Piaskowcowa chrzcielnica, również rzeźbiona powstała w 1742 r. Na wewnętrznych ścianach kościoła są bogato zdobione epitafia z XVII w. Z połowy tegoż wieku pochodzi bardzo ozdobny żyrandol szesnastoramienny. W posiadaniu świątyni znajdują się liczne srebrne naczynia  z XVII w. lub młodsze, wśród nich duży, zdobiony półmisek autorstwa Drentwetta z kolekcji króla Polski Stanisława Leszczyńskiego. 

## Galeria

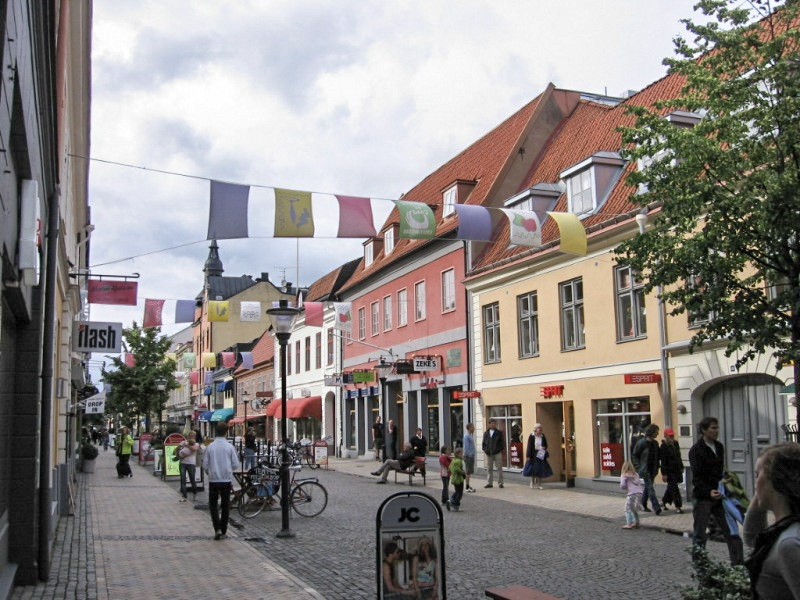
Kristianstad
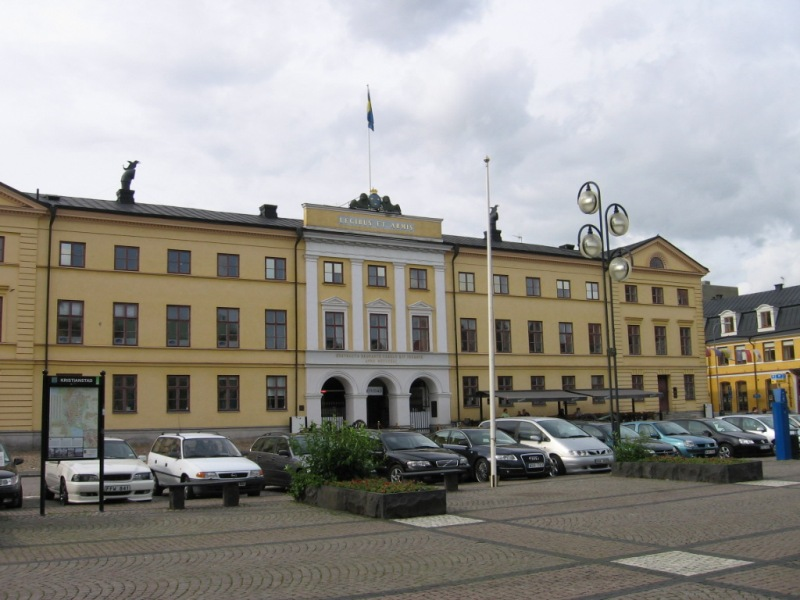
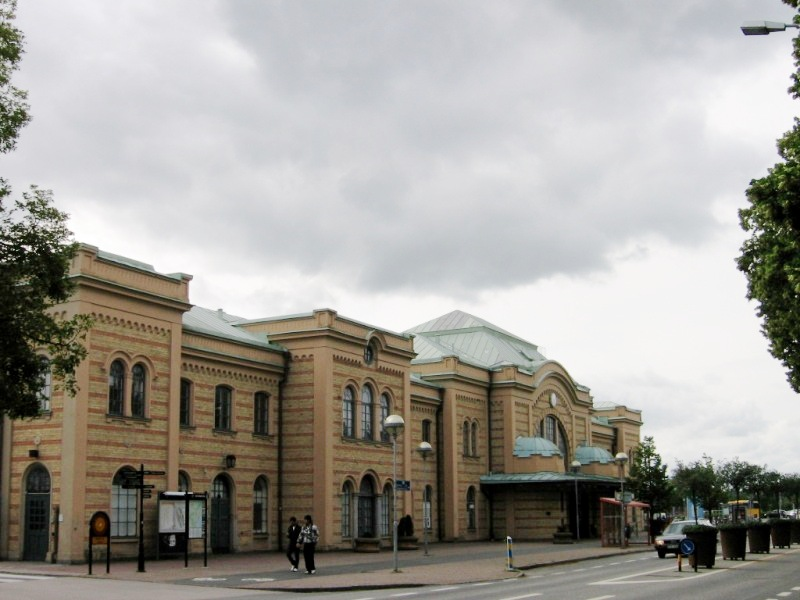
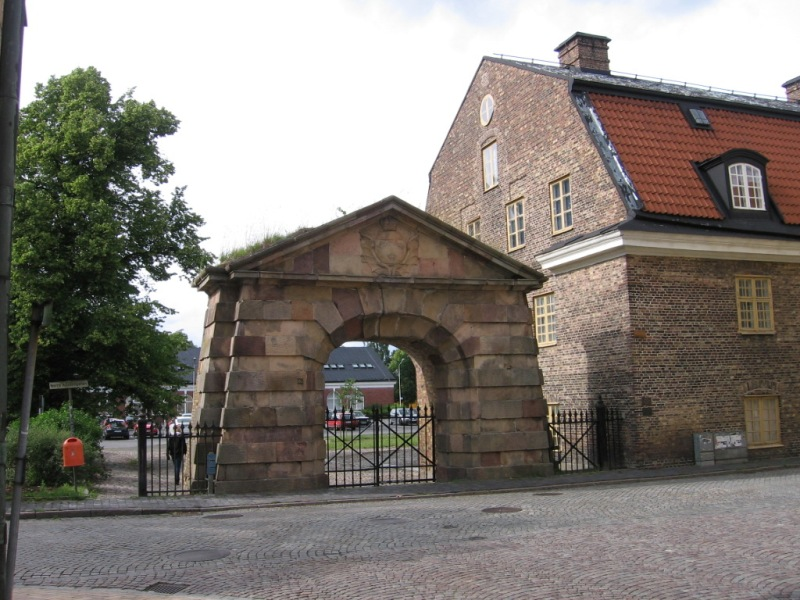
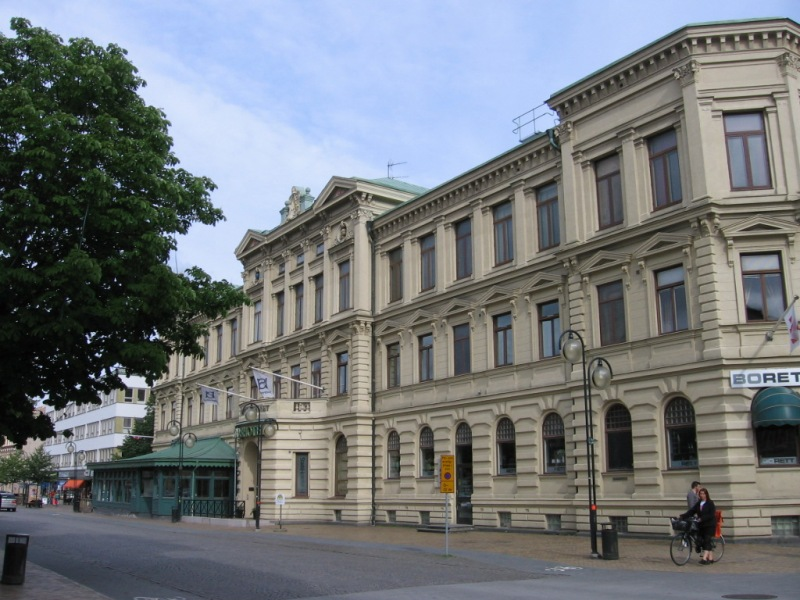
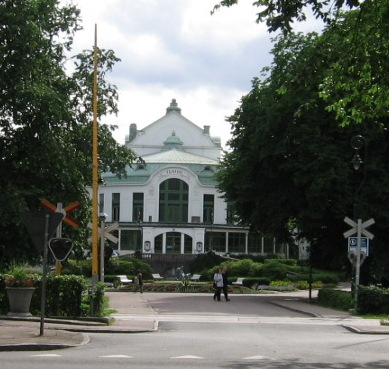
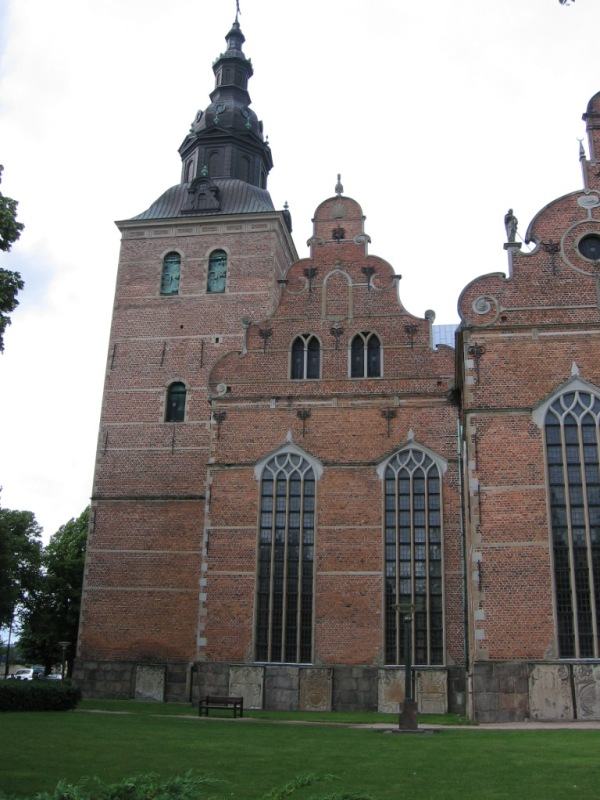
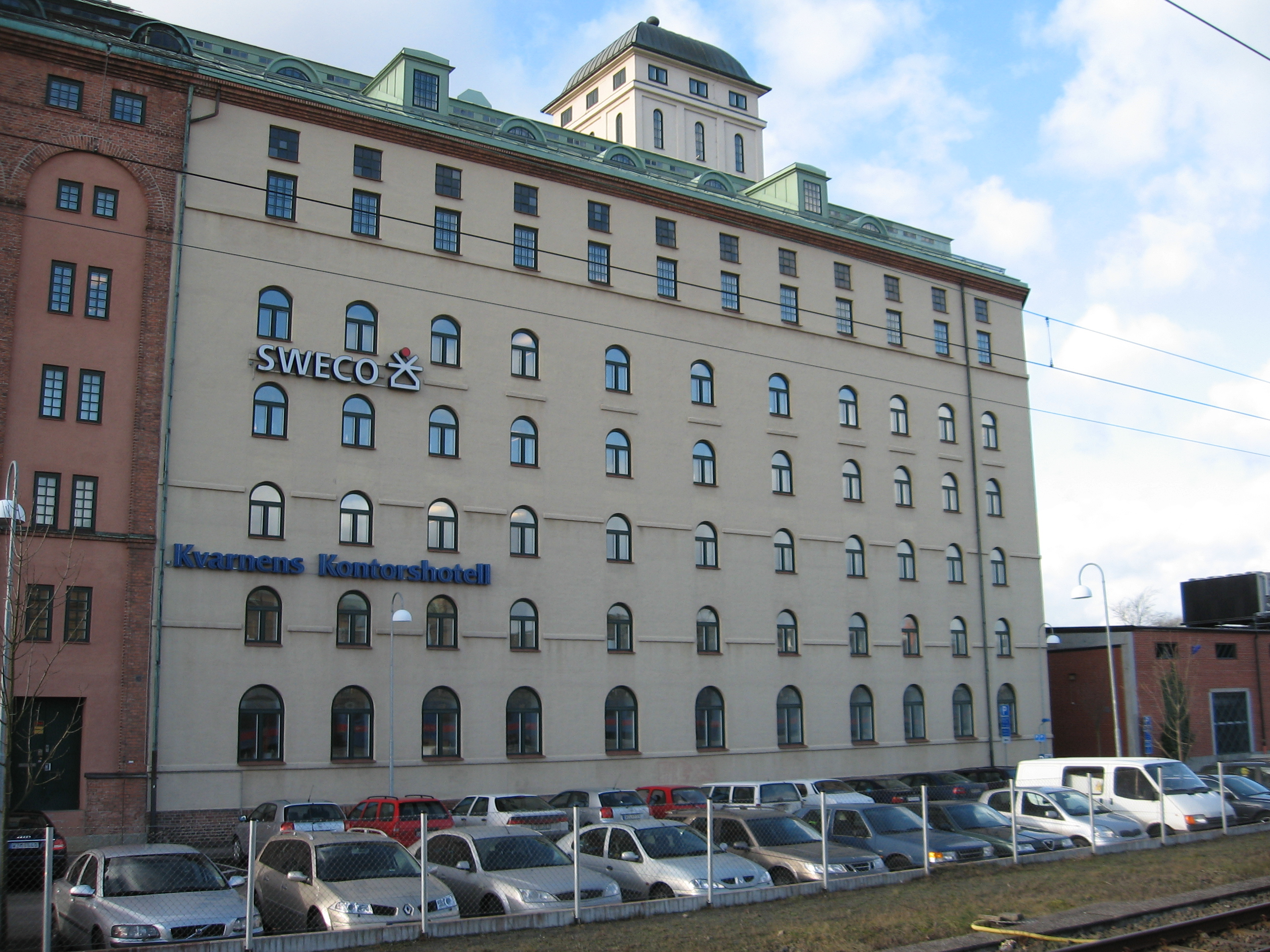